# Акерман (Міссісіпі)
Акерман (англ. Ackerman) — місто (англ. town) в США, в окрузі Чокто штату Міссісіпі. Населення — 1594 особи (2020).

## Географія
Акерман розташований за координатами 33°18′38″ пн. ш. 89°10′13″ зх. д. / 33.31056° пн. ш. 89.17028° зх. д. (33.310649, -89.170247).  За даними Бюро перепису населення США в 2010 році місто мало площу 5,87 км², з яких 5,82 км² — суходіл та 0,05 км² — водойми.

### Клімат
| Клімат : Акерман | Клімат : Акерман | Клімат : Акерман | Клімат : Акерман | Клімат : Акерман | Клімат : Акерман | Клімат : Акерман | Клімат : Акерман | Клімат : Акерман | Клімат : Акерман | Клімат : Акерман | Клімат : Акерман | Клімат : Акерман | Клімат : Акерман |
| Показник         | Січ.             | Лют.             | Бер.             | Квіт.            | Трав.            | Черв.            | Лип.             | Серп.            | Вер.             | Жовт.            | Лист.            | Груд.            | Рік              |
| Норма опадів, мм | 125              | 128              | 122              | 126              | 117              | 109              | 101              | 95               | 87               | 109              | 118              | 136              | 1373             |
| Днів з опадами   | 8,7              | 8,7              | 8,5              | 7,6              | 8,6              | 8,2              | 8,5              | 7,5              | 6,2              | 5,8              | 7,9              | 9,0              | 95,2             |
| ---------------- | ---------------- | ---------------- | ---------------- | ---------------- | ---------------- | ---------------- | ---------------- | ---------------- | ---------------- | ---------------- | ---------------- | ---------------- | ---------------- |
| Джерело: NOAA    |                  |                  |                  |                  |                  |                  |                  |                  |                  |                  |                  |                  |                  |

## Демографія
Згідно з переписом 2010 року, у місті мешкало 1510 осіб у 651 домогосподарстві у складі 407 родин. Густота населення становила 257 осіб/км².  Було 724 помешкання (123/км²).
Расовий склад населення:
| - 57,3 % — білих - 41,5 % — чорних або афроамериканців - 0,1 % — корінних американців - 0,1 % — азіатів |

До двох чи більше рас належало 0,9 %. Частка іспаномовних становила 0,3 % від усіх жителів.
За віковим діапазоном населення розподілялося таким чином: 24,7 % — особи молодші 18 років, 55,3 % — особи у віці 18—64 років, 20,0 % — особи у віці 65 років та старші. Медіана віку мешканця становила 41,6 року. На 100 осіб жіночої статі у місті припадало 81,7 чоловіків;  на 100 жінок у віці від 18 років та старших — 73,3 чоловіків також старших 18 років.
Середній дохід на одне домашнє господарство  становив 39 416 доларів США (медіана — 23 448), а середній дохід на одну сім'ю — 55 425 доларів (медіана — 46 307). За межею бідності перебувало 29,2 % осіб, у тому числі 36,5 % дітей у віці до 18 років та 29,9 % осіб у віці 65 років та старших.
Цивільне працевлаштоване населення становило 513 особи. Основні галузі зайнятості: освіта, охорона здоров'я та соціальна допомога — 33,5 %, роздрібна торгівля — 11,9 %, виробництво — 11,5 %.